# Alois Večerka
Alois Večerka (* 14. června 1931 Bezměrov), někdy chybně uváděný jako Alojz Večerka (především ve slovenském tisku), je bývalý český fotbalový brankář.

## Fotbalová kariéra
V československé lize hrál za Tatran Prešov a Lokomotívu Košice. Nastoupil ve 112 ligových utkáních. Za reprezentační B-tým nastoupil v roce 1956 v 1 utkání.

## Ligová bilance
| Ročník                                   | Zápasy | Góly | Minuty | Nuly | Klub              |
| ---------------------------------------- | ------ | ---- | ------ | ---- | ----------------- |
| Přebor československé republiky 1955     | 11     | 0    | 990    | –    | Tatran Prešov     |
| 1. československá fotbalová liga 1956    | –      | 0    | –      | –    | Tatran Prešov     |
| 1. československá fotbalová liga 1957/58 | –      | 0    | –      | –    | Tatran Prešov     |
| 1. československá fotbalová liga 1958/59 | –      | 0    | –      | –    | Tatran Prešov     |
| 1. československá fotbalová liga 1959/60 | –      | 0    | –      | –    | Tatran Prešov     |
| 1. československá fotbalová liga 1960/61 | –      | 0    | –      | –    | Tatran Prešov     |
| 1. československá fotbalová liga 1961/62 | 3      | 0    | 126    | 0    | Tatran Prešov     |
| 1. československá fotbalová liga 1965/66 | 1      | 0    | 31     | 0    | Lokomotíva Košice |
| CELKEM                                   | 112    | 0    | –      | –    |                   |